# Poelepantje
Poelepantje is een wijk in Paramaribo, Suriname.
De naam Poelepantje stamt af van puru panyi (Engels: pull your pants). Dit verwijst ernaar dat de inwoners uit het binnenland hier vroeger hun lendendoek (panyi) omwisselden voor stadskleding. Aan de andere kant van de voormalige Domineekreek ligt de wijk Abrabroki, waarmee Poelepantje verbonden was via een ophaalbrug. De kreek werd later gedempt.
Bij binnenkomst van Poelepantje vanaf de rotonde in de Willem Campagnestraat staat een goed onderhouden, witte watertoren uit het jaar 1933. Deze werd mede gebouwd door De Vries Robbé uit Gorinchem. Het behoort tot het industrieel erfgoed. Deze toren werd in gebruik genomen om het drinkwater uit Republiek in Paramaribo te kunnen distribueren.
In Poelepantje bevindt zich de drumschool van de jazzmusicus Eddy Veldman.
In 2014 waren er plannen voor een treinverbinding tussen Poelepantje en Onverwacht, die ook in verbinding gebracht zou worden met de internationale luchthaven. Het Nederlandse bedrijf Strukton zou de lijn in een jaar en drie maanden tijd aanleggen. Aan dit project werd niet begonnen (stand november 2020).

## Galerij

Domineekreek (nu gedempt), 1885